# 喜田陽
喜田陽（2000年7月4日—），日本足球運動員，司職中场。前日本20歲以下足球代表隊成員。現效力於日職球隊大阪櫻花。

## 俱乐部生涯
2017年，喜田陽在大阪櫻花开始足球生涯。

## 日本國家足球隊
喜田陽参加了2019年U-20世界盃。